# Aldo Gerna
Aldo Gerna MCCJ (* 7. Mai 1931 in Arigna) ist ein italienisch-brasilianischer Ordensgeistlicher und emeritierter römisch-katholischer Bischof von São Mateus in Brasilien.

## Leben
Aldo Gerna, in einem heute zu Ponte in Valtellina gehörenden Ort geboren, trat der Ordensgemeinschaft der Comboni-Missionare bei und empfing am 22. Dezember 1956 die Priesterweihe. Im November 1957 ging er nach Brasilien und war fortan im Bistum São Mateus tätig, zunächst als Gemeindepfarrer, später stieg er zum Generalvikar der Diözese auf. Am 1. Juli 1970 wurde Gerna nach dem gesundheitsbedingten Rücktritt von Bischof José Dalvit Kapitularvikar des Bistums São Mateus.
Papst Paul VI. ernannte ihn am 18. Mai 1971 zum Bischof von São Mateus. Der Erzbischof von Vitória, João Batista da Mota e Albuquerque, spendete ihm am 1. August desselben Jahres die Bischofsweihe; Mitkonsekratoren waren Luís Gonzaga Peluso, Bischof von Cachoeiro de Itapemirim, und Quirino Adolfo Schmitz OFM, Bischof von Teófilo Otoni. Im September 1976 erwarb Bischof Gerna die brasilianische Staatsangehörigkeit. Am 13. Mai 2005 verlieh ihm die Stadt Sondria die Ehrenbürgerschaft.
Am 3. Oktober 2007 nahm Papst Benedikt XVI. sein altersbedingtes Rücktrittsgesuch an.